# Риу-де-Морі (комуна)
Риу-де-Морі (рум. Râu de Mori) — комуна у повіті Хунедоара в Румунії. До складу комуни входять такі села (дані про населення за 2002 рік):
- Бразь (539 осіб)
- Валя-Дилжій (289 осіб)
- Клопотіва (825 осіб)
- Остров (384 особи)
- Островел (175 осіб)
- Острову-Мік (106 осіб)
- Охаба-Сібішел (130 осіб)
- Риу-де-Морі (397 осіб) — адміністративний центр комуни
- Сусень (204 особи)
- Сібішел (279 осіб)
- Унчук (218 осіб)

Комуна розташована на відстані 281 км на північний захід від Бухареста, 42 км на південь від Деви, 129 км на схід від Тімішоари.

## Населення
За даними перепису населення 2002 року у комуні проживали 3546 осіб.
Національний склад населення комуни:
| Національність   | Кількість осіб | Відсоток |
| ---------------- | -------------- | -------- |
| румуни           | 3428           | 96,7%    |
| цигани           | 88             | 2,5%     |
| угорці           | 25             | 0,7%     |
| італійці         | 2              | 0,1%     |
| українці         | 1              | < 0,1%   |
| росіяни-липовани | 1              | < 0,1%   |

Рідною мовою назвали:
| Мова      | Кількість осіб | Відсоток |
| --------- | -------------- | -------- |
| румунська | 3503           | 98,8%    |
| циганська | 36             | 1,0%     |
| угорська  | 7              | 0,2%     |

Склад населення комуни за віросповіданням:
| Релігія       | Кількість осіб | Відсоток |
| ------------- | -------------- | -------- |
| православні   | 2655           | 74,9%    |
| баптисти      | 506            | 14,3%    |
| п'ятдесятники | 342            | 9,6%     |
| римо-католики | 28             | 0,8%     |
| реформати     | 8              | 0,2%     |
| адвентисти    | 3              | 0,1%     |
| унітарії      | 1              | < 0,1%   |
| атеїсти       | 1              | < 0,1%   |